# Ein Mensch namens Jesus
Ein Mensch namens Jesus („L'homme qui devint Dieu“) ist ein historischer Roman von Gérald Messadié über das Leben Jesu Christi, der 1988 auf Französisch und ein Jahr später in einer deutschen Übersetzung erschien.

## Entstehung
Messadié, Franzose und nach dem Verlagstext gläubiger Katholik, wurde 1931 geboren. Mit zwanzig Jahren veröffentlichte er seinen ersten Roman. Dem Roman „Ein Mensch namens Jesus“ gingen laut Verlagsangaben zehnjährige Recherchen voraus. Messadié will für den Roman die geläufige Überlieferung zu Rate gezogen haben, sowie auch die Apokryphen, z. B. das Thomas-Evangelium oder das Protevangelium des Jakobus, die Schriftrollen vom Toten Meer und damals neue archäologische Erkenntnisse.

## Inhalt
Messadié stellt das Leben Jesu in der Gattung des historischen Romans dar. Der Roman gliedert sich in zwei Teile („Die Jahre in der Anonymität“ und „Die Jahre in der Öffentlichkeit“) und ein Nachwort, sowie zwei Karten (von Israel und Jerusalem).
Zunächst wird detailliert beschrieben, wie ein Verbrecher auf Golgotha von römischen Soldaten grausam gekreuzigt wird, eine übliche Strafe für Schwerverbrecher im Römischen Reich. Danach wird erzählt, wie der Gesandte des römischen Kaisers, Metellus, dem listigen König Herodes begegnet. 
Sodann folgt die Darstellung von Maria und Joseph. Joseph ist 85 Jahre alt und wirkt verbittert und verärgert, fast schon gekränkt, als er sich der schwangeren, 16-jährigen Maria annehmen muss, und will mit dem Kind Jesus eigentlich nicht viel zu tun haben. Maria wird als eine etwas tumbe, einfache Frau geschildert. Jesus weiß nicht von Anfang an, wer er wirklich ist und was seine Bestimmung ist, sondern er findet erst schrittweise in seine Bestimmung hinein.
Nach dem Tod Josefs verlässt er Kafarnaum und die väterliche Zimmerei und zieht – ohne konkretes Ziel – in die Welt hinaus. Er erlebt, wie ein Schüler eines Magiers einen blinden Knaben heilt. Daraufhin sucht Jesus diesen Magier namens Dositheus, von dem Jesus erhofft, dass er der Messias sei; doch als er ihn und seine Gefolgsleute findet, erkennt Jesus, dass diese Leute nicht der richtige Kreis für ihn sind. Jesus macht sich nun auf den Weg nach Qumran, um dort die Sekte der Essener aufzusuchen. Dort trifft er wieder auf seinen Vetter Jokanaan, der sein Lehrer wird. Jesus durchläuft das Noviziat, das 24 Monate dauert. Nach 20 Monaten wird aufgrund von Zeichen klar, dass Jesus wahrscheinlich der Messias ist. Die Essener können diese Zeichen nicht annehmen und stehen Jesus jetzt plötzlich unsicher und ablehnend gegenüber. Jesus beschließt Qumran zu verlassen, zumal die Essener nur auf den Untergang der Welt zuzuleben scheinen und nicht mehr am Leben interessiert sind. Jesus begibt sich dann auf Wanderschaft, die ihn u. a. nach Antiochia führt, wo er sein erstes Wunder wirkt, indem er einen kranken Jungen heilt. Jesus bereist Ägypten, Kappadokien, Byzanz, den Pontus, Mazedonien, Ktesiphon am Tigris und Kreta und lebte unter den Massageten in der Steppe. Diese langjährigen Reisen dienen dem Zweck, die Illusionen der Welt zu ergründen, wie er später Jokanaan erklärt.
Der zweite Teil des Romans "Die Jahre in der Öffentlichkeit" beginnt mit der Rückkehr Jesu von Kreta aus nach Israel. Er sucht seinen Vetter Jokanaan, der inzwischen ebenfalls Qumran verlassen hat und als Eremit mit zwölf Jüngern am Jordan lebt. Dort predigt er den drohenden Weltuntergang und tauft Gläubige, um sie von den Sünden reinzuwaschen. Als er Jesus sieht, erklärt Jokanaan den Anwesenden, in Jesus den Messias zu sehen. Jesus ist dies unangenehm. In der Nacht erklärt Jokanaan Jesus, warum er ihn als Messias ansieht, auch wenn Jesus selbst sich dessen noch nicht bewusst sei. Jesus geht dann nach Betanien, wird aber sofort als derjenige erkannt, den Jokanaan als den Messias bezeichnet hat. Die Menschen halten ihn für den Messias. Andreas und dann sein Bruder Simon sind die beiden ersten, die sich ihm als Jünger anschließen. Als dritter Jünger folgt Phillipus. Gemeinsam mit ihnen sucht er seine Mutter und seine Geschwister in Bethlehem auf. Dort hat man schon Kunde von seiner Begegnung mit Jokanaan und empfängt ihn als Propheten.
Nachdem Natanael als vierter Jünger hinzugestoßen ist, begeben sie sich nach Samaria. Zum Erstaunen seiner Jünger lehnt Jesus die Brüder und das Brot aus Samaria nicht ab, wie die anderen Juden es tun. Hier lehrt Jesus seine Jünger, dass der Teufel wie Gott über einen Teil der geistigen Welt herrsche und somit ewig sei. Folglich werde Gott über den Teufel nicht siegen können und es werde bis ans Ende aller Zeiten den Teufel geben. Aber in seiner grenzenlosen Barmherzigkeit werde Gott dem Teufel am Ende aller Zeiten vergeben. Sie würden dann zu einem ungeteilten Einen verschmelzen und die Zeit, die nur das Feld ihrer Uneinigkeit sei, werde aufhören zu sein. 
In der Folge stößt noch Thomas als Jünger hinzu. In Kafarnaum bieten sich weitere Männer Jesus als Jünger an. Jesus wählt verschiedene aus, bis er 14 Jünger hat. Mit den 14 geht er nach Jerusalem in den Tempel, wo er die Händler aus dem Tempel treibt. Die Herrschenden haben nur darauf gelauert, dass Jesus nach Jerusalem kommt, wo er nicht so bekannt ist. Die Geschichte spitzt sich zu. Jesus, der weder behauptet noch ausschließt, dass er der Messias sei, wächst langsam in seine Rolle hinein. 
Die Wunder, die Jesus vollbringt, werden als für die damalige Zeit moderne medizinische und alchemistische Anwendungen dargestellt, die Jesus auf seinen Reisen kennengelernt hat. Allerdings gilt dies nicht für das Wandeln Jesu auf dem stürmischen See Genezareth, hier schwebt Jesus im Roman über dem Wasser. Die Fähigkeit des Schwebens wird im Roman nicht nur Jesus, sondern auch dem schlafenden Jokanaan zugesprochen. 
Als Jesus in Nain predigt, will ihm der Rabbi verbieten, von der Treppe der Synagoge zu predigen. Jesus weigert sich, da die Synagoge nicht dem Rabbi, sondern Gott gehöre. Der Rabbi ist sich unsicher, wie er sich dem angeblichen Messias gegenüber verhalten soll und meldet den Fall dem Hohenpriester Hannas in Jerusalem. Dort ist man bereits über Jesus informiert und plant, wie man ihn und Jonakaan aus dem Verkehr ziehen will. Jonakaan wird dann verhaftet, weil er öffentlich anprangert, dass Herodes die Frau seines eigenen Bruders geehelicht hat.
Die Jünger Jesu sind mit individuellen Zügen dargestellt. Wegen der Radikalität seiner Lehre, wonach er den Vorzug vor Vater und Mutter beansprucht, wird Jesus von seinen Jüngern Bartolomäus und Andreas verlassen. Die anderen gehen auf Jesu Geheiß je zu zweien fort, um zu predigen und zu taufen.
Jesus ist inzwischen im ganzen Volk populär geworden. Er wächst zunächst unbewusst, dann mit wachsendem Bewusstsein und letztlich mit großer Klarheit in die Rolle des Messias hinein. Sein Verhalten gegenüber seinen Jüngern, die politischen Intrigen, die um Pilatus, Herodes und die hohen Priester gestrickt werden, sind weiterer Gegenstand des Romans. Fast das ganze Buch über beraten ebendiese, wie man auf die Ankunft des Messias reagieren und Jesus töten könne. Procula, die Frau des Pilatus, ist Jesus wohlgesinnt und bittet ihren Mann, Jesus zu verschonen. Sehr knapp, nämlich nur auf 21 von rund 750 Seiten, geht der Autor auf die Verhaftung, Folter, Kreuzigung und den Tod Jesu ein. Jesus wird vom Sanhedrin, dem religiösen Rat der Juden, mehrheitlich zum Tode verurteilt. Da die Juden die Blutsgerichtsbarkeit den Römern überlassen mussten, ist es ihnen nicht möglich, Jesus selbst zu kreuzigen. Deshalb übereignen sie Jesus dem Statthalter Pontius Pilatus. Dieser bietet Jesus an, er mögen einräumen, dass er davidischen Stammes sei; dann würde er Jesus zum König der Provinz Judäa machen. Ein politischer Schachzug, mit dem Pilatus aus Jesus einen neuen Herodes machen und den ihm verhassten jüdischen Rat beseitigen will. Aber Jesus lehnt dies ab.
Pilatus beabsichtigt zunächst Jesus nach der Kreuzigung noch vor dessen Tod vom Kreuz zu nehmen, um damit den Sanhedrin zu demütigen. Er gibt Anweisung, Jesus auf keinen Fall die Schienbeine zu brechen und auch nicht in sein Herz mit der Lanze zu stechen. Dennoch kommt es aus Versehen zum Lanzenstich. Als Josef von Arimathäa und Nikodemus den Pilatus um den Leichnam Jesu bitten, ist unklar, ob Jesus noch lebt oder – wahrscheinlicher – schon tot ist. Pilatus gewährt den beiden Jesus-Anhängern aus dem Sanhedrin ihre Bitte. Als die beiden Jesus nach fünf Stunden vom Kreuz nehmen, stellen sie fest, dass Jesu Körper noch warm ist. Sie bestatten Jesus aber im Felsengrab, damit den Soldaten und sonstigen Umstehenden nichts auffällt. Sofort nach der Bestattung lässt der Hohenpriester Kaiphas jüdische Tempelsoldaten anrücken, um das Felsengrab zu bewachen.
Josef und Nikodemus, die inzwischen das Geschehene in Ruhe besprechen konnten, beschließen zum Grab zurückzukehren, da sie vermuten, dass Jesus noch leben könnte. Nachdem sie die Tempelsoldaten wahrscheinlich bestochen haben, betreten sie das Grab und stellen fest, dass Jesus tatsächlich noch lebt. Die Tempelwachen sind vor Angst dem Wahnsinn nahe, als feststeht, dass Jesus lebt. Sie können am Tag danach nur noch berichten, dass sie den auferstandenen Jesus gesehen haben. Am nächsten Tag, am Sabbat, breitet sich die Kunde vom leeren Grab in Jerusalem wie ein Lauffeuer aus. Mitglieder des Sanhedrins sind darüber in Sorge, dass sie den wahren Messias haben kreuzigen lassen, nachdem Jesus von den Toten auferstanden ist.
Das letzte Kapitel schildert, wie Jesus, der sich jetzt Immanuel nennt, auf dem Weg nach Kafarnaum ist. Dort gehen seine Jünger dem Fischfang nach. Als Immanuel den erfolglos Fischenden zu einem großen Fang verhilft, erkennen sie Jesus; so auch Thomas, der seine Hand in die Wunde Jesu legt. Danach zieht Jesus ohne seine Jünger weiter – ostwärts.
Im Nachwort betont Messadié, dass Emmaus, der Ort, in dem Jesus einige Jünger zum ersten Mal wieder sahen, auf dem Weg nach Joppe, einer Hafenstadt, liege. Wahrscheinlich habe sich Jesus nach dem Ausland eingeschifft, vielleicht nach Asien.

## Kritik
Der Theologe und Germanist Georg Langenhorst kritisiert: „Jesus als makellos schöner, geheimnishaft machtvoller, allseits beliebter junger Mann - das (…) beschworene Bild ist uns hinlänglich bekannt: aus zahlreichen süßlichen Jesusgemälden des 19. Jahrhunderts im Stil des Nazarenismus, aber auch aus frommen Jesusfilmen unserer Zeit; (…) mit einem Wort: Kitsch. (…) gefertigt nach einem einfachen, bewusst eindimensionalen Strickmuster: ein auktorialer Erzähler, der alles weiß und alles berichtet, hat den einen Erzählfaden streng in der Hand und schildert uns seine einlinige, scheinbar als Historie präsentierte Handlung.“

## Ausgaben
- Gerald Messadié: Ein Mensch namens Jesus. Roman („L'homme qui devint Dieu“). Knauer Taschenbuchverlag, 2006, ISBN 978-3-426-63471-4 (EA München 1989).
- Gerald Messadié: L'homme qui devint Dieu. Laffont, Paris 1988/91, ISBN 2-221-05597-7.